# Rhodesian Masters
De Rhodesian Masters was een golftoernooi in het toenmalige Rhodesië (Nu Zimbabwe) dat deel uitmaakte van de Southern Africa Tour (later de Sunshine Tour). Het toernooi stond ook bekend als de Rhodesian Dunlop Masters.
Van de eerste editie in 1969 tot de laatste editie in 1979 werd het toernooi op de Chapman Golf Club gehouden.

## Winnaars
Rhodesian Dunlop Masters
- 1969:  Hugh Inggs
- 1970:  Hugh Inggs
- 1971:  Peter Oosterhuis
- 1972:  Bobby Cole
- 1973:  Dale Hayes
- 1974(Dec):  Allan Henning
- 1976(Feb):  Allan Henning
- 1976:  Hugh Baiocchi
- 1977:  Allan Henning
- 1978:  Simon Hobday

Rhodesian Open
- 1979:  Simon Hobday

Amatola Sun Classic · Atlantic Beach Classic · Bell's Player Championship · Bloemfontein Classic · Botswana Open · Bushveld Classic · Canon Classic · Coca-Cola Charity Championship · Cock of the North · Devonvale Classic · Emfuleni Classic · Eskom Power Cup · General Motors Open · Goldfields Powerade Classic · Goodyear Classic · Graceland Challenge · Highveld Classic · ICL International · Iscor Newcastle Classic · Kalahari Classic · Limpopo Classic · Lombard Tyres Classic · Mafunyane Trophy · Mercedes Benz Golf Challenge · Mount Edgecombe Trophy · Namibië Open · Namibia PGA Championship · Nashua Wild Coast Sun Challenge · Natal Open · Nelson Mandela Invitational · Northern Cape Classic · Observatory Classic · Palabora Classic · Parmalat Classic · Radio Algoa Challenge · Randfontein Classic · Rhodesian Masters · Riviera Resort Classic · Royal Swazi Sun Classic · Seekers Travel Pro-Am · South African Masters · South African Match Play Championship · South African Pro-Am Invitational · Spoornet Classic · Sun Coast Classic · Transvaal Open · Vodacom Golf Championship · Vodacom Open · Vodacom Players Championship · Vodacom Series · Vodacom Trophy · Western Cape Classic · Western Province Open